# Aujeszky-emlékérem
Az Aujeszky Aladár emlékérem a virológia területén az Aujeszky-betegség vírusának vagy egyéb herpeszvírusok kutatása terén elért kiemelkedő nemzetközi eredményekért adható. Az Aujeszky betegség (ún. pseudorebies) vírusának rendszertani neve Suid herpesvirus 1.
A díj névadója Aujeszky Aladár (Pest, 1869. január 11. – Budapest, 1933. március 9.) magyar mikrobiológus, orvos, állatorvos a róla elnevezett betegséget írta le és különítette el a veszettségtől.
Az Aujeszky Aladár emlékérmet  az MTA Állatorvos-tudományi Kutatóintézete alapította. Az érmet 1993-ban Tóth Sándor készítette. A díjat nem adományozzák rendszeresen.

## Díjazottak

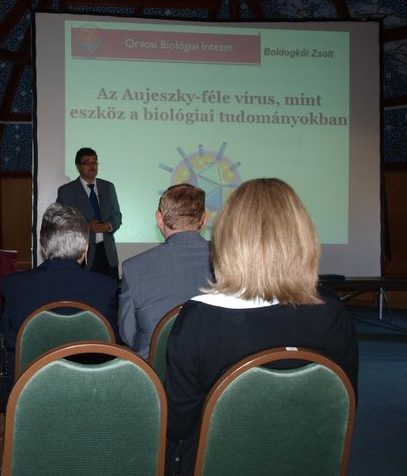
Boldogkői Zsolt előadása 2008-ban, a díj átvételekor

- 2010 - Harrach Balázs, az MTA doktora, állatorvos
- 2008 - Boldogkői Zsolt, az MTA doktora, az SZTE ÁOK Orvosi Biológiai Intézet tanszékvezető egyetemi tanára, molekuláris biológus
- 2004 - Molnár Tamás, állatorvos
- 2004 - Andrew J. Davison
- 1999 - Medveczky István, az állatorvos-tudományok kandidátusa, állatorvos
- 1999 - Michael B. Pensaert
- 1999 - Philip Vannier
- 1997 - Alexander Sabó
- 1995 - Bartha Adorján, az MTAlevelező tagja, állatorvos
- 1995 - Csontos László, állatorvos
- 1995 - John P.Kluge
- 1993 - Tamar Ben-Porat
- 1993 - Arno L. J. Gielkens
- 1993 - Kojnok János
- 1993 - Lomniczi Béla, az MTA doktora, állatorvos
- 1993 - Thomas C. Mettenleiter
- 1993 - Jan T. van Oirschot